# Löttjärnen (Torrskogs socken, Dalsland)
Löttjärnen är en sjö i Bengtsfors kommun i Dalsland och ingår i Göta älvs huvudavrinningsområde.